# 山岸凉子
山岸凉子（日语：／ Yamagishi Ryōko，1947年9月24日—），日本漫畫家，24年組之一。

## 經歷
北海道空知郡出身，北海道札幌旭丘高等學校、北海道女子短期大學美術科畢業。
1969年作品〈レフトアンドライト〉刊登於Ribon而出道，自此以24年組求新求變的精神，於漫畫界活躍，發展更多可能性。1971年開始連載芭蕾主題的漫畫《Arabesque》，大受歡迎，以往少女漫畫主角多是開朗大方的性格，本做啟用了內向的主角在當時是嶄新的設定。
代表作《日出處天子》於1980年開始在LaLa連載，當中有描述同性間愛情，是BL漫畫的先驅之一，1983年度本作榮獲第7屆講談社漫畫賞之少女部門賞。
2007年以《舞姫　テレプシコーラ》榮獲第11屆手塚治虫文化賞之漫畫大賞。